# Агафоново (Сокольский район)
Агафо́ново — деревня в Сокольском районе Вологодской области.
Входит в состав Чучковского сельского поселения, с точки зрения административно-территориального деления — в Чучковский сельсовет. Расположена к югу от автодороги А123.
Расстояние по автодороге до районного центра Сокола — 70 км, до центра муниципального образования Чучкова — 13 км. Ближайшие населённые пункты — Боярское, Прудовка, Яковково, Кувшиново.
По переписи 2002 года население — 3 человека.